# Alluaudomyia riparia
Alluaudomyia riparia är en tvåvingeart som beskrevs av Clastrier 1978. Alluaudomyia riparia ingår i släktet Alluaudomyia och familjen svidknott.
Artens utbredningsområde är Frankrike. Inga underarter finns listade i Catalogue of Life.